# 薛佳凝
薛佳凝（1977年8月13日—），黑龙江哈尔滨人，中国女演員。

## 生平
毕业于上海戏剧学院，与陆毅、鲍蕾夫妇关系密切。2004年，通过陆毅鲍蕾的介绍认识同为上戏毕业的演员胡歌。2006年，胡歌发生车祸，薛佳凝第一时间赶到医院。2009年，交往近两年的两人分手。2013年同杜淳、佟丽娅领衔主演了都市时尚爱情剧《恋爱的那点事儿》，薛佳凝扮演的兔妈。

## 作品

### 电视剧
- 1999《中国阿甘》飾 小霞
- 1999《红树林》飾 珍珠
- 2000《世纪人生》飾 夏国琼
- 2000《桃花扇传奇》飾 明心
- 2000《机灵小不懂》飾 李凤
- 2001 飾 哈妹
- 2002《聚宝盆》飾 小乞丐
- 2002《天下无双》飾 戴纪柔
- 2002《仙剑奇缘》飾 黄湘
- 2002《说出你的爱》飾 安娜苏
- 2004《带我飞带我走》飾 钱珊珊
- 2004《第一次亲密接触》飾 小雯
- 2004《摇摆女郎》飾 甄心
- 2004《我爱河东狮》飾 白水心
- 2004《喜气洋洋猪八戒之搬山记》飾 不喝
- 2005《孽火》飾 香妹
- 2005《在悉尼等我》飾 贝蕾
- 2005《青天衙门2之花轿奇谋》飾 绣儿
- 2006《厨缘》飾 霍小兰
- 2006《恋爱真好》飾 窦柔柔
- 2007《你一定要幸福》飾 叶明珠
- 2008《家》飾 鸣凤
- 2008《幸福的完美》飾 马丽莎
- 2008《大瓷商》飾 王雪玉
- 2008《和爱一起飞》飾 邝美嫒 (2013首播)
- 2009《热爱》飾 李小圆
- 2009《租个女友回家过年》飾 楚笑笑
- 2009《雷锋》飾 岳华
- 2009《甜果乐园》飾 容静宁
- 2010《西津渡》飾 薛怀玉
- 2010《大时代》飾 王清越
- 2012《審死官》飾 蒋上珠
- 2012《黎明绝杀》飾 梨花
- 2012《宮鎖珠簾》飾 文月 (客串)
- 2012《賞金獵人》飾 白三夫人
- 2013《独有英雄》飾 大鹅
- 2013《美人季》(网剧) 飾 張靈 (客串)
- 2013《恋爱的那点事儿》飾 兔妈
- 2014《美人制造》飾 南安县主
- 2015《天涯女人心》飾 陆雅卿
- 2015《雪域雄鹰》饰 汤娜
- 2016《致单身男女》飾  张晓莉
- 2017《明星时代》飾  徐佳丽(客串)
- 2017《择天记》飾  帝令女官(客串)
- 2017《刀尖》飾  静子
- 2017《大话西游之爱你一万年》飾  观音大士
- 2019《光荣时代》飾 尚春芝
- 2022《通天塔》飾 陶瓷(网絡剧)
- 2023《光·渊》飾 石楠(网絡剧)
- 2023《正好遇见你》飾 蘇華(网絡剧)
- 2023《我和我爸的十七岁》(網絡劇)飾 江晓丽
- 2023《神隐》(網絡劇)飾 凤渊
- 2025《怎敌她千娇百媚》(網絡劇)飾 陆英
- 待播《幸福追击》(2012年拍攝)
- 待播《人鱼》飾 韩梅(客串)
- 待播《太平年》飾 李皇后(後漢)
- 待播《长风起》(網絡劇)

### 电影
- 1999《人见人爱》飾 申玲玲
- 2004《我也有爸爸》飾 护士
- 2007《PAL的故事》飾 林帆
- 2010《我和你》飾 丽丽
- 2011《生活相对论2进篇》(微电影) 飾 安然
- 2011《另类村姑》飾 王波
- 2011《幸福速递》飾 吵架女
- 2012《我愿意》飾 靳小令
- 2013《宫锁沉香》飾 宫女
- 2017《借眼》飾 明依
- 2021《1921》飾 何姝芬
- 2022《狼群》饰 曲峰

### 單曲
- 2007年《逞强》
- 2007年《祝福自己》

## 得獎記錄
- 2003 中国年度新锐榜年度她世纪代言人
- 2009 风尚权力榜颁奖盛典年度“风尚形象明星大奖”
- 2009 互联网美容大奖美妆颁奖盛典“星耀唇妆大奖”

## 资料来源
1. ↑  . 中国裁判文书网.   [2024-03-19]. （原始内容存档于2024-03-19）.